# Holdlovag (televíziós sorozat)
A Holdlovag (eredeti cím: Moon Knight) 2022-es amerikai televíziós minisorozat, amelyet Jeremy Slater alkotott meg a Disney+ számára. A Marvel-moziuniverzum (MCU) televíziós sorozat világának hatodik tagja, amelyet a Marvel Studios gyárt. Slater vezető íróként dolgozik, Mohamed Diab pedig a rendezőcsapatot vezeti.
A főbb szerepekben Oscar Isaac, Ethan Hawke és May Calamawy látható.
A sorozat premierje 2022. március 30-án, míg Magyarországon 2022. június 14-én volt. A sorozat a Marvel-moziuniverzum negyedik fázisának tagja.
Kevin Feige úgy nyilatkozott hogy a tervek szerint a sorozat befejeztével a karakter a filmes univerzumban is látható lesz 

## Cselekmény
Steven Grant egy múzeumi ajándékboltban dolgozó egyszerű ember, akit nyomasztó emlékek gyötörnek. A disszociatív személyiségzavarban szenvedő férfi felfedez magában egy Marc Spector nevű zsoldos alteregót is. Marc személyiségének múltbéli ellenségei rátalálnak a férfire, valamint kiderül az is, hogy egy egyiptomi holdistenhez is köze van ennek az alteregóhoz. Ebből adódnak a bonyodalmak...

## Szereplők

### Főszereplők
| Szereplő                              | Színész                                                              | Magyar hang                                                  | Leírás |
| ------------------------------------- | -------------------------------------------------------------------- | ------------------------------------------------------------ | --- |
| Marc Spector / Holdlovag              | Oscar Isaac David Jake Rodriguez (tinédzser) Carlos Sanchez (gyerek) | Mészáros Béla L. Nagy Attila (tinédzser) Bősz Mirkó (gyerek) | Disszociatív személyiségzavarral szenvedő zsoldos, akit az egyiptomi holdisten, Honszu (Khonshu) megment a sivatagi haláltól, cserébe ő lesz a földi megtestesítője. |
| Steven Grant / Mr. Knight             | Oscar Isaac David Jake Rodriguez (tinédzser) Carlos Sanchez (gyerek) | Mészáros Béla L. Nagy Attila (tinédzser) Bősz Mirkó (gyerek) | Ajándékbolt szelíd alkalmazottja, akinek különböző emlékei vannak egy másik életből.                                                                                 |
| Jake Lockley                          | Oscar Isaac David Jake Rodriguez (tinédzser) Carlos Sanchez (gyerek) | Mészáros Béla L. Nagy Attila (tinédzser) Bősz Mirkó (gyerek) | Egy harmadik, könyörtelenebb személyiség emiatt Khonshu legkedveltebb avatárja. Marc és Steven nem tudnak a személyiség létezéséről. Jake Lockley spanyol.           |
| Layla El-Faouly / Skarlát Szkarabeusz | May Calamawy                                                         | Sipos Eszter Anna                                            | Régész és kalandor, Spector felesége. |
| Honszu                                | Karim El Hakim F. Murray Abraham (hang)                              | Szélyes Imre                                                 | Egyiptomi holdisten. |
| Arthur Harrow                         | Ethan Hawke                                                          | Kaszás Gergő                                                 | Szekta vezető, Ammit az egyiptomi istennő híve, aki arra ösztönzi Spectort, hogy fogadja el a benne rejlő sötétségét.                                                |
| Bobbi Kennedy                         | Ann Akinjirin                                                        | Bánfalvi Eszter                                              | Rendőrök, Harrow szektájának tagjai. |
| Billy Fitzgerald                      | David Ganly                                                          | Menszátor Héresz Attila                                      | Rendőrök, Harrow szektájának tagjai. |
| Selim                                 | Khalid Abdalla                                                       | Barát Attila                                                 | Ozirisz avatárja és az egyiptomi istenek tanácsának vezetője. |
| Anton Mogart                          | Gaspard Ulliel                                                       | Haumann Máté                                                 | Egyiptomban élő gazdag régiség gyűjtő. Layla régi ismerőse. |
| Tauret                                | Antonia Salib                                                        | Antóci Dorottya                                              | A szülés és a termékenység egyiptomi istennője. |
| Wendy Spector                         | Fernanda Andrade                                                     | Tarr Judit                                                   | Marc anyja. |
| Elias Spector                         | Rey Lucas                                                            | Dévai Balázs                                                 | Marc apja. |
| Ammit                                 | Sofia Danu Saba Mubarak (hang)                                       | Kubik Anna                                                   | Egyiptomi istennő. |

### Mellékszereplők
| Szereplő           | Színész                  | Magyar hang           | Leírás                                                       |
| ------------------ | ------------------------ | --------------------- | ------------------------------------------------------------ |
| Crawley            | Shaun Scott              | Karsai István         | Élő szobor.                                                  |
| Donna              | Lucy Thackeray           | Peller Anna           | Grant munkatársai.                                           |
| J. B.              | Alexander Cobb           | Formán Bálint         | Grant munkatársai.                                           |
| Dylan              | Saffron Hocking          | Fekete Linda          | Grant munkatársai.                                           |
| Yatzilt            | Díana Bermudez           | Dunai Csenge          | Hathor avatárja.                                             |
| Hórusz avatárja    | Declan Hannigan          | Dér Zsolt             | A rokonság istenének avatárja.                               |
| Dr. Steven Grant   | Joseph Millson           | Welker Gábor          | A sírboltok ura című film főhőse.                            |
| Rosser             | Bill Bekele              | Pál Dániel Máté       | Dr. Steven Grant asszisztense, A sírboltok ura című filmben. |
| Randall Spector    | Claudio Fabian Contreras | Holló-Zsadányi Norman | Marc Spector testvére.                                       |
| Abdallah El-Faouly | Usama Soliman            | Nem beszél            | Layla apja.                                                  |

### Magyar változat
- Magyar szöveg: Gáspár Bence
- Szinkronrendező: Tabák Kata
- Keverő stúdió: Shepperton International

A szinkront a Mafilm Audio Kft. készítette.

## Epizódok
| # | Cím                                        | Rendező                         | Író                                                                                               | Premier                            |
| --- | ------------------------------------------ | ------------------------------- | ------------------------------------------------------------------------------------------------- | ---------------------------------- |
| 1. | Az aranyhalprobléma (The Goldfish Problem) | Mohamed Diab                    | Jeremy Slater                                                                                     | 2022. március 30. 2022. június 14. |
| Steven Grant a múzeumi alkalmazott unalmasan tengeti napjait. Egyik nap kolléganője randevúra hívja. Egy éjszaka elalvás után egy másik országban tér magához és szemtanúja lesz egy Arthur Harrow által vezetett szeánsznak. Itt kézrátétellel megmondja egy emberről hogy jó lelkű e vagy sem. Akit bűnösnek talál annak halál a büntetése. Amikor a férfi meglátja Steven-t, Marc-nak hívja és egy szkarabeusz ékszert követel tőle, amely eddig Grant tudtán kívül volt nála. Sikerül elmenekülnie egy hang segítségével a fejében, de Harrow emberei követik és erővel akarják elvenni tőle az ékszert. Steven-t bekerítik a fegyveresek majd a férfi kissé megzavarodik és pár pillanattal később támadói holtan fekszenek körülötte. Miután felébredt otthonában számos furcsaságot észlel. Később Grant rájön, hogy két nap telt el azóta, hogy elaludt. A 2 nap kiesés miatt lekésett randevúról hazatérve Steven a lakásán talál egy telefont és egy kulcskártyát a falba rejtve. Egy Layla nevű nő hívja fel aki szintén Marc-nak hívja. Másnap a munkahelyén Steven-t felkeresi Harrow aki elárulja, neki hogy Ammut istennő szolgája, aki felruházta őt olyan képességgel hogy az adott ember múltját jelenét és jövőjét is látja és tettei alapján mond ítéletet fölötte, még ha azokat a jövőben is követné el. Este a múzeumban Steven-t megtámadja egy Harrow által megidézett szörny. A férfit a mosdóban sarokba szorítja a lény és ekkor felszínre tör a másik énje. Ez a személyisége arra kéri, engedje át az irányítást hogy megmenekülhessenek. Steven beleegyezik és átváltozik Holdlovaggá, aki megöli a szörnyet. |                                            |                                 |                                                                                                   |                                    |
| 2. | Hívd a ruhát! (Summon the Suit)            | Justin Benson és Aaron Moorhead | Michael Kastelein                                                                                 | 2022. április 6. 2022. június 14.  |
| A múzeumban történtek után Steven-t kirúgják, mivel a biztonsági kamerák felvételein csak ő látható, maga a szörny nem, ezzel azt hiszik ő rongálta meg a mosdót. A férfi kideríti mihez is tartozik a falba rejtett kulcskártya. Egy raktárhoz vezet az útja ahol talál egy táskát teli pénzzel, a szkarabeusz is benne található valamint egy útlevél Marc Spector névre kiállítva. Az ott található egyik tükörben megjelenik neki Marck aki elmondja hogy ő Khonshu egyiptomi holdisten jelenlegi földi megtestesítője. Marc megpróbálja meggyőzni Steven-t, hogy engedje át az irányítást még mielőtt rosszabbra fordulnak a dolgok. Steven ezt megtagadja és elmenekül a táskával. Találkozik Laylával, akiről kiderül hogy Marc felesége és a Steven személyiségről nem is tudott, viszont a Holdlovag énjéről igen. A Harrow-nak dolgozó rendőrök letartóztatják férfit. Harrow felfedi, hogy ő volt Khonshu előző szolgája, amíg úgy nem döntött, hogy Ammit követője lesz. Elmondja azt is hogy Khonshu-t a többi istenek kitagadták. Harrow-nak amiatt kell az ékszer, mert az egy iránytű és annak segítségével megtalálhatja Ammit sírját és feltámasztva meg akarja tisztítani az emberiséget a gonosztól. Layla megmenti Steven-t, de Harrow egy újabb sakálszörnyet idéz meg ellenük. Steven-nek muszáj megidézni a ruhát, de végül saját tudata megmarad és egy másmilyen ruhát sikerül előhívnia. Viszont hiába küzd meg a szörnnyel nem bír vele, így muszáj átadnia az irányítást Marcnak, aki könnyű szerrel legyőzi a lényt. A szkarabeusz viszont Harrow-hoz kerül. Khonshu kérdőre vonja Marcot, aki megígéri neki hogy Harrow előtt találja meg Ammit sírját. Khonshu azzal fenyegeti meg a férfit, hogy Layla lesz a következő avatárja ha ő kudarcot vallana. Marc kirekeszti Steven tudatát, majd Egyiptomba utazik. |                                            |                                 |                                                                                                   |                                    |
| 3. | Barátságos típus (The Friendly Type)       | Mohamed Diab                    | Beau DeMayo, Peter Cameron és Sabir Pirzada                                                       | 2022. április 13. 2022. június 14. |
| Harrow és a követői megtalálják Ammit sírjának helyét a sivatagban. Mark Kairóban Harrow 3 követőjéből akarja kiszedni a sír helyét de kudarcot vall. Khonshu összehív egy tanácsot ahol a többi isten előtt felfedi Harrow terveit, de ez is sikertelenül ér véget, viszont az egyik isten avatárja, Yatzil elmondja Marknak, hogy ha megtalálja Senfu szarkofágját akkor meg lesz a sír helye is. Időközben Layla is Kairóba ért és megtalálja Markot majd együtt elmennek Anton Mogarthoz, Layla régi ismerőséhez, aki a szarkofág tulajdonosa. A szarkofágot vizsgálva mindketten lebuknak, majd Harrow is megjelenik és elpusztítja a síremléket. Mark előhívja a ruhát és Holdlovagként kiiktatja Mogart embereit majd elmenekülnek. Mark átadja Steven-nek az irányítást és a szarkofág maradványaiból elhozott térképből összeállít egy térképet ami a csillagok alapján meghatározhatja Ammit sírját, de a csillagok állása 2000 év alatt megváltozott. Khonshu és Steven Mr. Knight alteregója visszaállítja az eget a 2000 évvel ezelőtti éjszakára, így Layla pontosan meg tudja határozni a sír koordinátáit. Ennek viszont az az ára hogy a többi isten Khonshu-t bezárják egy usébtibe és emiatt Steven/Mark eszméletlenül esik össze. |                                            |                                 |                                                                                                   |                                    |
| 4. | A sírbolt (The Tomb)                       | Justin Benson és Aaron Moorhead | Alex Meenehan, Peter Cameron és Sabir Pirzada                                                     | 2022. április 20. 2022. június 14. |
| Steven-t és Layla-t megtámadják a sivatagban, de a nőnek sikerül leszerelni a támadókat. Időközben Steven is észhez tér, majd rátalálnak egy elhagyatott ásatási helyre. Steven elmondja Layla-nak hogy Marc szándékosan tartja magát távol a nőtől mert nem akarja hogy Khonshu szolgálatába álljon. Ezután lemennek az ásatásnál kivájt alagútba ami igazából Ammit sírjának helye ami egy Hórusz Szeme alakú labirintus. Harrow néhány emberét élőhalott egyiptomi papok megölték, akik megtámadják Grantet és Laylát is. Miután elmenekülnek a lények elől a nő találkozik Harrow-val, aki azt állítja, hogy Marc volt az egyik zsoldos, aki megölte apját. Steven talál egy szarkofágot amiről kiderül hogy ez Ammit utolsó avatárjának sírja aki nem más mint Nagy Sándor. A múmia testében megkeresi Ammit ushabtiját. Layla kérdőre vonja a férfit igaz e amit Harrow állít. Steven átadja az irányítást Marc-nak aki elmondja, hogy valójában a társa ölte meg az apját majd őt is. Khonshu ekkor támasztotta fel Marc-ot. Harrow megérkezik az embereivel és az ushabtit akarja megszerezni. Layla elbújik és Marc próbál szembeszállni a csatlósokkal de Harrow lelövi a férfit, aki egy pszichiátriai kórházban ébred fel. A kórház lakója Layla is, Harrow pedig terapeutaként jelenik meg. Marc megszökik Harrow elől és menekülés közben egy külön testben találja meg Steven-t egy szarkofágba zárva. Együtt mennek tovább amikor találnak egy második szarkofágot is, amelyben valaki bent rekedt de őt nem szabadítják ki. Végül a kijárathoz érnének de egy víziló fejű női alak az útjukat állja. |                                            |                                 |                                                                                                   |                                    |
| 5. | Zárt osztály (Asylum)                      | Mohamed Diab                    | Rebecca Kirsch és Matthew Orton                                                                   | 2022. április 27. 2022. június 14. |
| A víziló fejű női alak, Tauret istennő, aki elmondja, hogy Marc és Steven meghaltak és a "pszichiátriai kórház" valójában egy hajó, amely a Duaton, az egyiptomi túlvilágon viszi őket keresztül a Nádak Mezejére. Az istennő megméri a szívüket az Ítélet mérlegén, hogy eldöntse, bejuthatnak-e a paradicsomba. Ehhez azonban az kell hogy a szívük egyensúlyban legyen, azonban ez nem teljesül. A két férfi elindul az emlékeikben kutatva mi is lehet az a titok ami kiegyensúlyozatlanná teszi szívüket. Először egy orvosi váróba mennek ahol Marc összes áldozatát találják, köztük egy gyereket is. Kiderül hogy ez a gyerek Marc öccse, Randall, akivel egyszer lementek egy barlangba anyjuk tiltása ellenére. Az eső miatt megemelkedett a vízszint a barlangban és Marc öccse megfullad. Anyja a fiút hibáztatja Randall haláláért. Ezután Marc Holdlovaggá válásába nyerünk betekintést. Marc zsoldos társa Bushman megölte Layla apját majd Marcot is lelőtte. A férfi épp öngyilkos lenne amikor Khonsu megszólítja az ajánlatával. Eközben kiegyensúlyozatlan lelkek jönnek át a Duat-ra idő előtt. A két férfi meggyőződése hogy ez csak Harrow műve lehet. Meggyőzik Tauret-et hogy segítsen nekik visszatérni az életbe és így kiszabadíthassák Khonsu-t. Tauret Ozirisz kapuja felé veszi az irányt ahol visszajuthatnak a fenti világba. Amíg tart az út ismét visszatérnek az emlékekhez. Marc megmutatja Steven-nek legfájóbb emlékétː Randall halála után anyja verte őt. Kiderül az is hogy Steven Grant igazából egy kalandfilm hőse, akit Marc azért talált ki magának hogy elnyomhassa mindazt amire nem akar emlékezni. Fény derül arra is hogy Marc anyja már régebben meghalt, de ezt Steven nem fogadja el. Marc elmondja hogy a két személyiség anyja temetésekor kezdett összekavarodni. Végül kibékülnek. A hajó eléri a fenti világ kapuját, de a mérleg kiegyensúlyozatlan maradt. A Duat-ban ragad lelkek feljutnak a hajóra és a két férfi lelkére pályáznak. Marc szembeszáll velük, egy darabig ellen is tud állni de végül felülkerekednek rajta a holtak. Steven önfeláldozó módon megmenti Marcot és mélybe veti magát az egyik támadóval. Steven a Duatban ragad és a mérleg kiegyensúlyozódik. Marc a Nádak Mezején találja magát. - Nádak Mezejeː Az ókori egyiptomi mitológiában Aaru, más néven a Nádak Mezeje. A mennyei paradicsomnak felel meg, ahol Ozirisz uralkodik. - Ítélet mérlegeː A mérleg egyik tányérján az elhunyt szíve a másik tányéron Maat tolla, aki az igazság és a rend, valamint a törvény megszemélyesítője és istennője. |                                            |                                 |                                                                                                   |                                    |
| 6. | Istenek és szörnyek (Gods and Monsters)    | Mohamed Diab                    | Történet: Danielle Iman és Jeremy Slater Tévéjáték: Jeremy Slater, Peter Cameron és Sabir Pirzada | 2022. május 4. 2022. június 14.    |
| Harrow megszerzi Marctól Ammit usébtijét és elindulnak a piramishoz ahol a többi istenek avatárjai szoktak tanácskozni. A csapathoz beépül Layla is. Út közben Harrow egy csapat rendőrt megöl, akiknek elszívja a lelkét. A halott rendőrökön keresztül Tauret istennő lép kapcsolatba a nővel hogy lebeszélje a Harrow elleni magánakciójáról. A férfi eljut a piramishoz, megöli a többi avatárt majd szabadon ereszti Ammitot az usébti összetörésével. Kiderül hogy Harrow mérlege sincs egyensúlyban így a szabály szerint meg kellene halnia viszont Ammit megkíméli az életét azzal az indokkal hogy egyszer egy kiegyensúlyozott lelkű emberre bízta magát, de az bebörtönözte 2000 évre. Ammit avatárjává teszi Harrow-t. Időközben Layla is kiszabadítja Khonsu-t. Az isten felajánlja a nőnek legyen az avatárja de ezt Layla határozottan visszautasítja. Marc elhagyja a Nádak Mezejét és visszatér a Duatba, hogy megmentse Stevent. Tauret segítségével megszöknek Ozirisz kapuján keresztül majd és testükben ébrednek. Khonshu ezt megérzi és visszaadja életerejüket. Egyezséget kötnek miszerint ha segítenek legyőzni Ammitot, Khonsu elengedi Stevent és Marcot és nem lesznek többé a szolgái. Khonsu kénytelen belemenni az alkuba. Marc Holdlovagként elrepül Kairóba. Layla ideiglenesen Tauret avatárja lesz hogy segíteni tudjon a harcban. Eközben Harrow elkezdi Kairó lakosságának "megtisztítását". A halott lelkek mind Ammit-ot erősítik. Khonsu Ammittal küzd, Harrow pedig Marc/Holdlovag, valamint Steven/Mr. Knight alteregójával harcol. Ehhez csatlakozik Layla mint Skarlát Szkarabeusz Harrow épp legyőzi Marc/Stevent, de ekkor elmezavar lép fel és pár pillanat múlva Harrow eszméletlenül fekszik előttük. Marc és Layla Harrow testébe zárják Ammit-ot, majd Khonshu megkéri Marcot ölje meg Harrow-t és így Ammit is elpusztulna. Marc ezt megtagadja és az alku teljesítését kéri az istentől. Khonshu kénytelen elengedni őket. Marc/Steven újra otthon a saját ágyukban ébrednek. A stáblista közben azt láthatjuk amint egy titokzatos valaki elviszi a pszichiátriáról Harrow-t. Kifelé menet pár halott dolgozót is látunk. Miután beszállnak egy limuzinba ott várja Khonsu aki bemutatja barátját Jake Lockley-t aki nem más mint Marc harmadik személyisége akiről valószínűleg nem is tudja hogy létezik. Jake lelövi Harrow-t és elhajtanak az intézetből. |                                            |                                 |                                                                                                   |                                    |

## Gyártás
A karakter feltűnésének terve már a 2006-os Penge sorozat 2. évadjában felmerült, de végül a szériát törölték. Kevin Feige 2018-ban megerősítette hogy a karakter bemutatásra fog kerülni az MCU-n belül.
A sorozat fejlesztését 2019 augusztusában kezdték el. A forgatás eredeti kezdete 2020. november 16-án lett volna de a világjárvány miatt el kellett halasztani.
Az igazi munka 2021. április végén kezdődött Budapesten. Vettek fel jeleneteket Szépművészeti Múzeumban  és Szentendrén valamint éjszakai jeleneteket a budapesti Madách téren. Ezt követte Jordánia, amely október elején ért véget, végül a georgiai Atlantába fejeződtek be a munkák.